# Sandra Dimbour

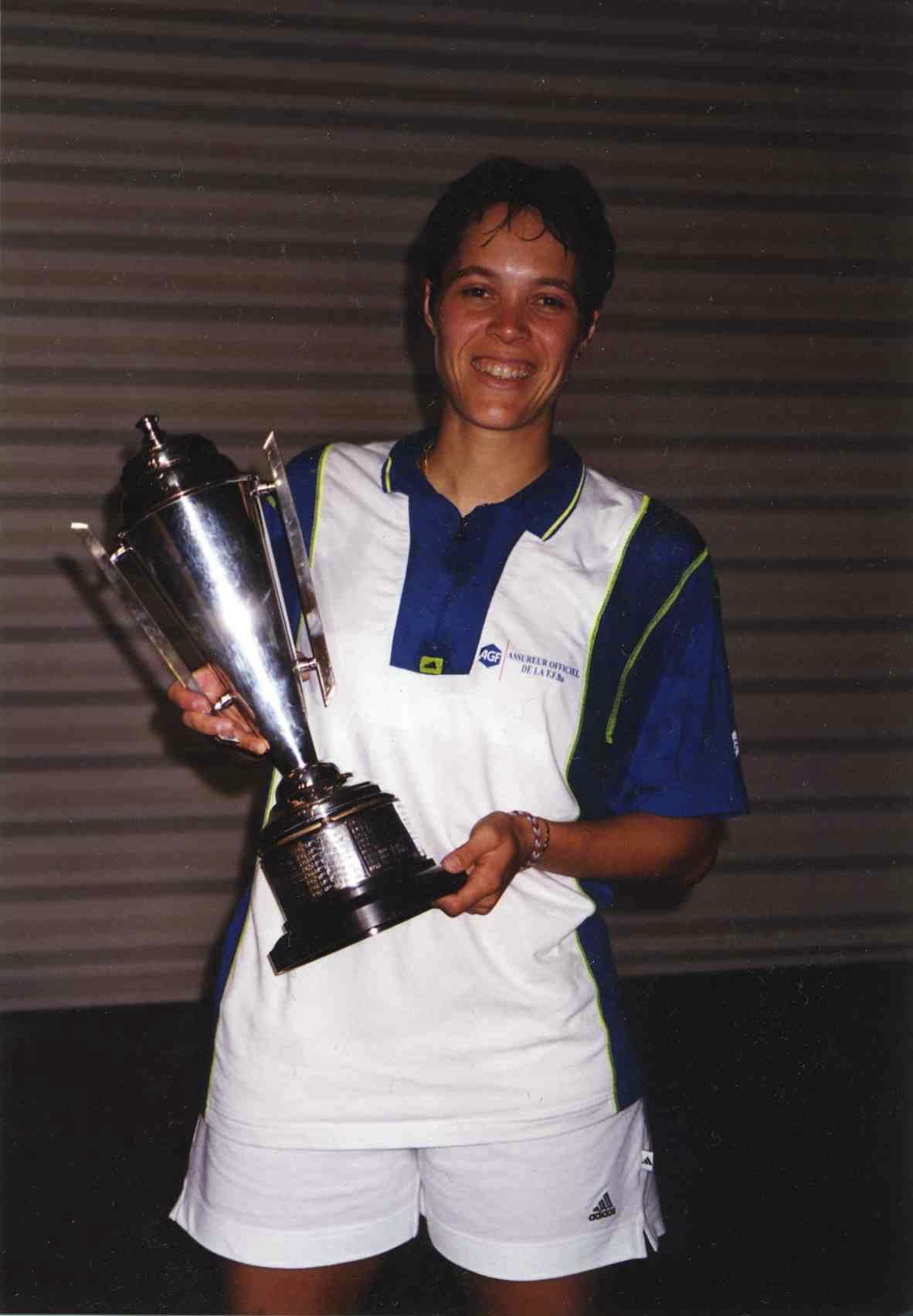
Sandra Dimbour, 2015

Sandra Dimbour (* 13. Juni 1970 in Saint-Denis) ist eine französische Badmintonspielerin.

## Karriere
Sandra Dimbour nahm 1992, 1996 und 2000 jeweils im Dameneinzel an Olympia teil. Als beste Platzierung erreichte sie dabei Platz 17 bei ihren letzten beiden Teilnahmen. Schon 1988 hatte sie die Spanish International gewonnen. Ein Jahr später siegte sie erstmals bei den französischen Meisterschaften. Insgesamt gewann sie bis 1999 fünfzehn nationale Titel.

## Sportliche Erfolge
| Saison    | Veranstaltung                      | Disziplin   | Platz | Name                               |
| --------- | ---------------------------------- | ----------- | ----- | ---------------------------------- |
| 1987/1988 | Französische Juniorenmeisterschaft | Damendoppel | 1     | Virginie Delvingt / Sandra Dimbour |
| 1988      | Spanish International              | Dameneinzel | 1     | Sandra Dimbour                     |
| 1988/1989 | Französische Meisterschaft         | Dameneinzel | 1     | Sandra Dimbour                     |
| 1988/1989 | Französische Meisterschaft         | Mixed       | 1     | Pascal Jorssen / Sandra Dimbour    |
| 1989/1990 | Französische Meisterschaft         | Damendoppel | 1     | Sandra Dimbour / Christelle Mol    |
| 1989/1990 | Französische Meisterschaft         | Mixed       | 1     | Pascal Jorssen / Sandra Dimbour    |
| 1991/1992 | Französische Meisterschaft         | Dameneinzel | 1     | Sandra Dimbour                     |
| 1992      | Olympia                            | Dameneinzel | 33    | Sandra Dimbour                     |
| 1992/1993 | Französische Meisterschaft         | Dameneinzel | 1     | Sandra Dimbour                     |
| 1993/1994 | Französische Meisterschaft         | Dameneinzel | 1     | Sandra Dimbour                     |
| 1993/1994 | Französische Meisterschaft         | Damendoppel | 1     | Sandra Dimbour / Christelle Mol    |
| 1994      | Mauritius International            | Dameneinzel | 1     | Sandra Dimbour                     |
| 1994/1995 | Französische Meisterschaft         | Dameneinzel | 1     | Sandra Dimbour                     |
| 1995/1996 | Französische Meisterschaft         | Dameneinzel | 1     | Sandra Dimbour                     |
| 1996      | Spanish International              | Damendoppel | 1     | Sandra Dimbour / Sandrine Lefèvre  |
| 1996      | Slovenian International            | Dameneinzel | 1     | Sandra Dimbour                     |
| 1996      | Olympia                            | Dameneinzel | 17    | Sandra Dimbour                     |
| 1996/1997 | Französische Meisterschaft         | Damendoppel | 1     | Sandra Dimbour / Christelle Szynal |
| 1996/1997 | Französische Meisterschaft         | Dameneinzel | 1     | Sandra Dimbour                     |
| 1997/1998 | Französische Meisterschaft         | Damendoppel | 1     | Sandra Dimbour / Sandrine Lefèvre  |
| 1997/1998 | Französische Meisterschaft         | Dameneinzel | 1     | Sandra Dimbour                     |
| 1998/1999 | Französische Meisterschaft         | Damendoppel | 1     | Sandra Dimbour / Tatiana Vattier   |
| 1999      | Australian International           | Dameneinzel | 1     | Sandra Dimbour                     |
| 1999      | Auckland International             | Dameneinzel | 3     | Sandra Dimbour                     |
| 1999/2000 | EBU Circuit                        | Dameneinzel | 1     | Sandra Dimbour                     |
| 2000      | Olympia                            | Dameneinzel | 17    | Sandra Dimbour                     |